# باسیلیکای سن فرانچسکو د آسیزی
باسیلیکای سن فرانچسکو د آسیزی یک کلیسا و بازیلیکا کاتولیک واقع در آسیزی، ایتالیا می‌باشد که این بنا به سبک معماری رمانسک، معماری گوتیک طراحی شده‌است.
از اشخاص معروفی که در این مکان دفن شده‌اند می‌توان به فرانسیس آسیزی اشاره کرد.

## نگارخانه

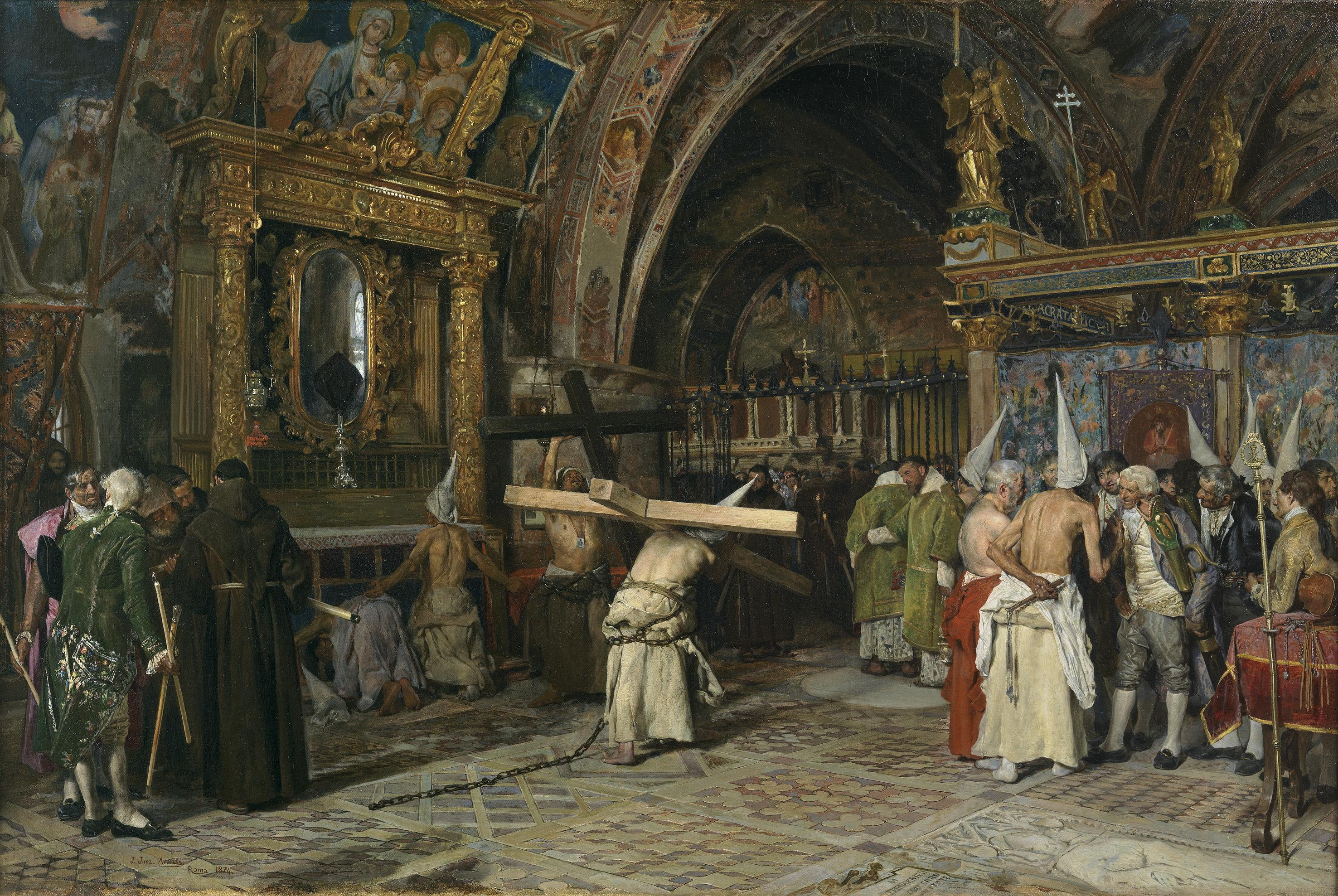
توابین در باسیلیکای سن فرانچسکو د آسیزی ، ۱۸۷۴ م.
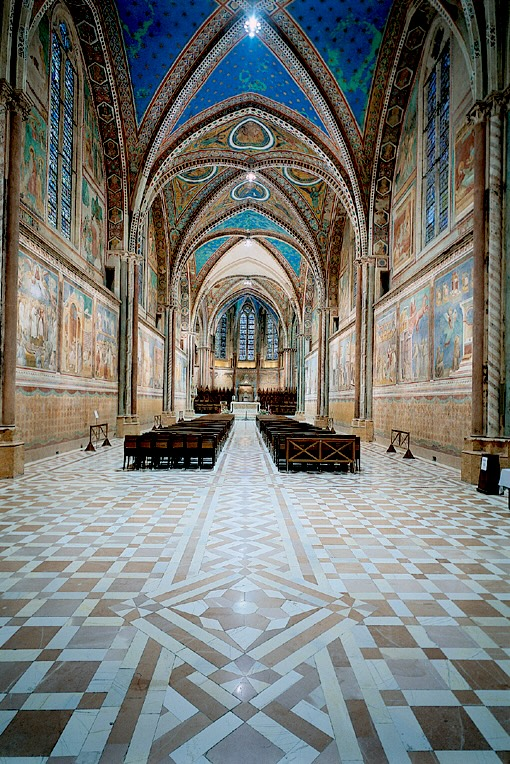
اثر خوزه خیمنز آراندا
موزه دل پرادو